# 普拉迪耶尔
普拉迪耶尔（法語：Pradières，法語發音：[pʁadjɛʁ]）是法国阿列日省的一个市镇，属于富瓦区。

## 地理
普拉迪耶尔（42°57'58"N, 1°39'10"E）面积6.79 平方千米，位于法国奧克西塔尼大區阿列日省，该省份为法国西南部内陆省份，西部和北部与上加龙省接壤，东临奥德省，东南至东比利牛斯省接壤，南与安道尔和西班牙接壤。
与普拉迪耶尔接壤的市镇（或旧市镇、城区）包括：阿拉博、富瓦、莱尔姆、蒙加亚尔、苏拉。

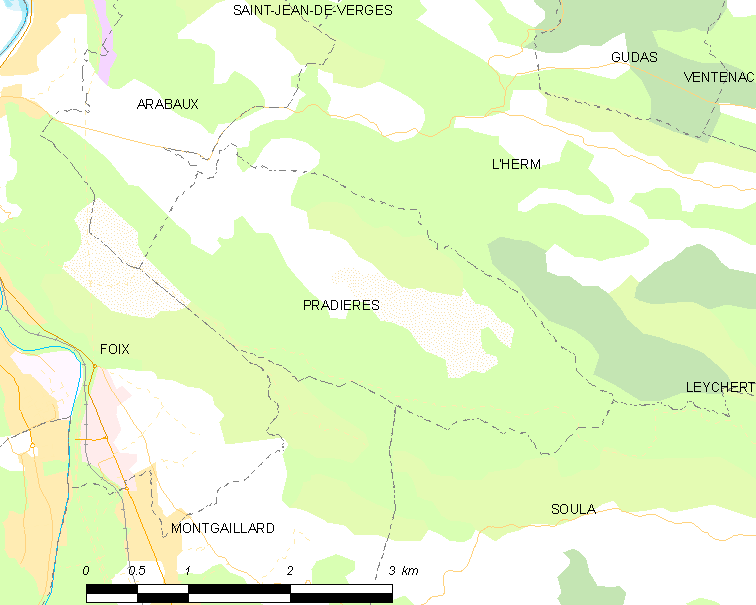
普拉迪耶尔的OSM定位图

普拉迪耶尔的时区为UTC+01:00、UTC+02:00（夏令时）。

## 行政
普拉迪耶尔的邮政编码为09000，INSEE市镇编码为09234。

## 政治
普拉迪耶尔所属的省级选区为阿列日河谷县。

## 人口

1962-2008年间普拉迪耶尔人口变化图示

普拉迪耶尔于2022年1月1日时的人口数量为124人。